# Dichroplus vittatus
Dichroplus vittatus är en insektsart som beskrevs av Bruner, L. 1900. Dichroplus vittatus ingår i släktet Dichroplus och familjen gräshoppor. Inga underarter finns listade i Catalogue of Life.